# 拟管吻鲀
擬管吻魨（学名：Macrorhamphosodes uradoi），又名尤氏擬管吻魨、三刺魨、寬口管吻魨、三腳釘、三角狄，为輻鰭魚綱魨形目擬三棘魨亞目擬三棘魨科擬管吻魨屬下的一个种，分布於印度西太平洋區，從肯亞至日本、紐西蘭海域，棲息深度50-675公尺，體長可達16.5公分，棲息在底層水域，以魚鱗為食，生活習性不明。